# Dave Min
David Kunnghee Min (Providence, 5 marzo 1976) è un politico statunitense, membro della Camera dei rappresentanti per lo stato della California dal 2025.

## Biografia
Nato a Providence, nel Rhode Island, da genitori sudcoreani, Dave Min è cresciuto a Palo Alto, in California. Ha frequentato l'Università della Pennsylvania, dove ha ottenuto un baccellierato in scienze, e in seguito l'Università di Harvard, dove ha ottenuto una laurea in legge. È stato assistente professore di diritto presso l'Università di Irvine. Si è concentrato sulla legge e sulla politica bancaria, sui mercati dei capitali e sulla finanza immobiliare. 
Dopo la laurea, ha lavorato nel campo della regolamentazione finanziaria ed è stato avvocato presso la commissione per i titoli e gli scambi, oltreché consigliere del comitato bancario del senatore Chuck Schumer e consigliere e consulente politico senior per il Comitato economico congiunto del Congresso degli Stati Uniti, fino a diventare direttore associato per la politica dei mercati finanziari presso il Think Tank Center for American Progress. Lì ha supervisionato il gruppo di lavoro sulla finanza ipotecaria.
Nel 2020 si è candidato come democratico per il seggio al Senato della California, vincendo ed entrando in carica a fine anno.
Nel 2024 viene eletto alla Camera dei rappresentanti per il 47º distretto della California, entrando in carica il 3 gennaio 2025.

## Vita privata
Min è sposato con Jane Stoever, professoressa di legge all'Università di Irvine, con cui ha avuto tre figli.